# Дангарван
Дангарван (англ. Dungarvan; ирл. Dún Garbháin (Дун-Гарвань), «форт Гарвана») — (малый) город в Ирландии, находится в графстве Уотерфорд (провинция Манстер).
Местная железнодорожная станция была открыта 12 августа 1878 года и закрыта 27 марта 1967 года.
Город-побратим Дангарвана —  Эри (Пенсильвания).
Британский поэт-лауреат сэр Джон Бетжман (живший в Ирландии в 1941-43гг.) упоминает Дангарван в своём стихотворении «The Irish Unionist’s Farewell to Greta Hellstrom». Каждая строфа заканчивается строкой «Дангарван в дожде» (Dungarvan in the rain).

## Демография
Население — 8362 человека (по переписи 2006 года). В 2002 году население составляло 7452 человек. При этом, население внутри городской черты (legal area) было 7813, население пригородов (environs) — 549.
Данные переписи 2006 года:
| Общие демографические показатели |               |                               |                               |      |      |
| Всё население                    | Всё население | Изменения населения 2002—2006 | Изменения населения 2002—2006 | 2006 | 2006 |
| 2002                             | 2006          | чел.                          | %                             | муж. | жен. |
| 7452                             | 8362          | 910                           | 12,2                          | 4136 | 4226 |

В нижеприводимых таблицах сумма всех ответов (столбец «сумма»), как правило, меньше общего населения населённого пункта (столбец «2006»).
| Религия (Тема 2 — 5 : Число людей по религиям, 2006) |             |                |             |            |       |      |
| Католики, чел.                                       | Католики, % | Другая религия | Без религии | не указано | сумма | 2006 |
| 7551                                                 | 90,3        | 409            | 277         | 125        | 8362  | 8362 |

| Этно-расовый состав (Этничность. Тема 2 — 3 : Постоянное население по этническому или культурному происхождению, 2006) |            |              |       |        |        |            |       |       |
| Белые ирландцы | Лухт-шулта | Другие белые | Негры | Азиаты | Другие | Не указано | сумма | 2006  |
| 7109 | 96         | 633          | 6     | 51     | 93     | 124        | 8112  | 8362  |
| Доля от всех отвечавших на вопрос, %                                                                                   |            |              |       |        |        |            |       |       |
| 87,6 | 1,2        | 7,8          | 0,1   | 0,6    | 1,1    | 1,5        | 100   | 97,01 |

1 — доля отвечавших на вопрос о языке от всего населения.
| Владение ирландским языком (Тема 3 — 1 : Число людей от 3 лет и старше по способности говорить по-ирландски, 2006) |      |            |       |       |
| Владеете ли Вы ирландским языком?                                                                                  |      |            |       |       |
| Да | Нет  | Не указано | сумма | 2006  |
| 3528 | 4288 | 176        | 7992  | 8362  |
| Доля от всех отвечавших на вопрос о языке, %                                                                       |      |            |       |       |
| 44,1 | 53,7 | 2,2        | 100   | 95,61 |

1 — доля отвечавших на вопрос о языке от всего населения.
| Использование ирландского языка (Тема 3 — 2 : Говорящие по-ирландски от 3 лет и старше по частоте использования ирландского языка, 2006) |                                                            |                                               |                                               |                                               |                                               |                                               |       |                                     |      |
| Как часто и где Вы говорите по-ирландски?                                                                                                |                                                            |                                               |                                               |                                               |                                               |                                               |       |                                     |      |
| ежедневно, только в образовательных учреждениях                                                                                          | ежедневно, как в образовательных учреждениях, так и вне их | в других местах (вне образовательной системы) | в других местах (вне образовательной системы) | в других местах (вне образовательной системы) | в других местах (вне образовательной системы) | в других местах (вне образовательной системы) | сумма | всего, отвечавших на вопрос о языке | 2006 |
| ежедневно, только в образовательных учреждениях                                                                                          | ежедневно, как в образовательных учреждениях, так и вне их | ежедневно                                     | каждую неделю                                 | реже                                          | никогда                                       | не указано                                    | сумма | всего, отвечавших на вопрос о языке | 2006 |
| 977 | 40                                                         | 117                                           | 233                                           | 1283                                          | 828                                           | 50                                            | 3528  | 7992                                | 8362 |
| Доля от всех отвечавших на вопрос о языке, %                                                                                             |                                                            |                                               |                                               |                                               |                                               |                                               |       |                                     |      |
| 12,2 | 0,5                                                        | 1,5                                           | 2,9                                           | 16,1                                          | 10,4                                          | 0,6                                           | 44,1  | 100                                 |      |

| Типы частных жилищ (Тема 6 — 1(a) : Число частных домовладений по типу размещения, 2006) |          |         |                 |            |       |      |
| Отдельный дом                                                                            | Квартира | Комната | Переносные дома | не указано | сумма | 2006 |
| 2806                                                                                     | 198      | 3       | 12              | 66         | 3085  | 8362 |